# Beretta BM59
Das Beretta BM59 ist ein italienisches Schnellfeuergewehr. Es wurde vom nach dem Zweiten Weltkrieg in Italien in Lizenz gefertigten amerikanischen M1-Garand-Gewehr abgeleitet.

## Technik
Das BM59 unterscheidet sich vom M1 hauptsächlich im Kaliber (7,62 × 51 mm NATO statt .30-06 Springfield) und durch das abnehmbare Kastenmagazin für 20 Patronen. Es kann ohne Magazinwechsel mit Ladestreifen geladen werden. Das BM59 kann Einzel- und Dauerfeuer schießen. 
Insgesamt wurden zirka 100.000 Stück gefertigt, die zum Teil auch exportiert wurden. 
Anfang der 1970er-Jahre wurde das BM59 als Ordonnanzwaffe des italienischen Militärs vom Beretta AR70 abgelöst.

## Varianten
- BM59 Modello I: klassische Vollschäftung
- BM59 Modello II: Holzschäftung mit angesetztem Pistolengriff
- BM59 Modello III
  - Ital TA (Truppe Alpine), Gebirgsjägerversion mit Klappschaft und Pistolengriff
  - Ital TP (Truppe Paracadutiste), Fallschirmjägerversion. Wie TA, aber mit gekürztem Lauf und Mündungsfeuerdämpfer
- BM59 Modello IV: lMG-Version mit schwerem Lauf und Zweibein